# Toses
Toses – gmina w Hiszpanii, w prowincji Girona, w Katalonii, o powierzchni 57,88 km². W 2011 roku gmina liczyła 155 mieszkańców.